# Вильяр, Хуан Хосе
Хуа́н Хосе́ Вилья́р (исп. Juan José Villar) (род. в конце XIX века — ум. после 1922 года; точные даты рождения и смерти неизвестны) — уругвайский футболист, выступавший на позиции нападающего. Двукратный чемпион Южной Америки в составе сборной Уругвая.

## Биография
Информация о датах рождения и смерти Хуана Хосе Вильяра до сих пор не найдена. Поскольку Вильяр не числится среди самых молодых игроков в истории сборной Уругвая, можно предположить, что на момент дебюта в сборной Уругвая (18 июля 1919 года) ему было не меньше 19 лет 7 месяцев и 10 дней, то есть родился он не позже 8 января 1900 года, то есть в последний год XIX века. Однако это наиболее крайний возможный вариант даты рождения, и более вероятно, что он родился не позднее 1898 года.
Первой подтверждённой командой на взрослом уровне Хосе Вильяра стал «Уондерерс», за который он играл в 1917—1918 годах. Точно подтверждённых данных по сезону 1919 года нет, но в 1920 году он уже точно играл за команду «Универсаль», которая в 1919 году добилась наибольшего успеха в своей истории, заняв второе место в чемпионате Уругвая вслед за «Насьоналем». Выступал за «Универсаль» как минимум до 1921 года. Информация о дальнейшей судьбе Вильяра не найдена.
Впервые в сборную Уругвая Вильяр был вызван в 1917 году для участия в чемпионате Южной Америки, прошедшего в Монтевидео. Уругвайцы успешно защитили титул чемпионов, добытый годом ранее в Аргентине. Хосе Вильяр тоже стал чемпионом, но на поле ни в одной из трёх игр не появился.
Дебютировал за «селесте» 19 июля 1919 года в матче за Кубок Чести Уругвая против сборной Аргентины. Уругвайцы разгромили соперника со счётом 4:1. 24 августа того же года сыграл свою вторую игру за сборную, на этот раз те же команды сражались за Кубок Ньютона. Уругвай вновь был сильнее — 2:1. Примечательно, что оба гола Уругвая были засчитаны как автоголы аргентинцев, а в некоторых источниках (см. профиль на NFT) говорится о том, что в активе Вильяра имеется забитый гол в этой игре, поэтому, вероятно, второй автогол Роберто Кастаньолы (сделавший счёт 2:0) был создан при непосредственном участии Хосе Вильяра.
Больше Вильяр за сборную не играл, однако в 1920 году, уже будучи игроком «Универсаля», вновь попал в заявку на победный чемпионат Южной Америки. Как и тремя годами ранее, Вильяр стал чемпионом континента, но на поле не появлялся.

## Титулы и достижения
- Вице-чемпион Уругвая (1): 1919 (под вопросом)
- / Обладатель Кубка Чести Уругвая (1): 1919
- / Обладатель Кубка Ньютона (1): 1919
- Чемпион Южной Америки (2): 1917 (не играл), 1920 (не играл)